# Hižanovec
Hižanovec je naselje u Hrvatskoj u sastavu općine Svetog Petra Orehovca. Nalazi se u Koprivničko-križevačkoj županiji. 

## Zemljopis
Južno je Vukovec, jugozapadno su Štrigovec i Dropkovec, zapadno je Donja Rijeka, zapadno-sjeverozapadno je Deklešanec, sjeverno je Vojnovec Kalnički, sjeveroistočno su Obrež Kalnički i Borje, istočno je Popovec Kalnički, jugoistočno su Vinarec i Finčevec.

## Stanovništvo
| broj stanovnika | 151   | 152   | 161   | 174   | 208   | 229   | 213   | 264   | 284   | 284   | 271   | 225   | 156   | 140   | 125   | 88    | 73    |
|                 | 1857. | 1869. | 1880. | 1890. | 1900. | 1910. | 1921. | 1931. | 1948. | 1953. | 1961. | 1971. | 1981. | 1991. | 2001. | 2011. | 2021. |